# Шопска салата
Шопска салата је традиционално јело балканске (понајвише српске, бугарске, македонске и турске) кухиње.
Шопска салата је добила име по Шопима, који су живели на територији западне Бугарске, југоисточне Србије и Северне Македоније.
Салата се састоји од парадајза, краставаца, сирове или печене паприке, црног лука, першуна, соли, сока од лимуна или сирћета, уља и масног сланог сира. Њој слична је српска салата, која изоставља сир.